# Filipe Cardoso
Filipe Duarte Sousa Cardoso (15 mei 1984) is een Portugees voormalig wielrenner die in zijn carrière afsloot bij Vito-Feirense-PNB. In 2009 eindigde hij als vijfde in het eindklassement van de UCI Africa Tour.

## Overwinningen
2003
5e etappe Ronde van Portugal van de Toekomst
2005
 Portugees kampioen tijdrijden, Beloften
2006
2e en 3e etappe Ronde van Portugal van de Toekomst
Eindklassement Ronde van Portugal van de Toekomst
2007
7e etappe Ronde van Chihuahua
2009
2e etappe Ronde van Alentejo
1e etappe Grote Prijs Liberty Seguros
2011
3e etappe Grote Prijs van de Azuurkust
Eindklassement Grote Prijs van de Azuurkust
4e etappe Ronde van Alentejo
2012
4e etappe Ronde van Alentejo
2015
4e etappe Ronde van Portugal

## Resultaten in voornaamste wedstrijden
| Jaar |  | WK op de weg |
| ---- |  | ------------ |
| 2011 |  | 58e          |

## Ploegen
- 2006 –  LA Aluminios-Liberty Seguros
- 2007 –  Liberty Seguros
- 2008 –  Liberty Seguros
- 2009 –  Liberty Seguros
- 2010 –  LA-Rota dos Móveis
- 2011 –  Barbot-Efapel
- 2012 –  Efapel-Glassdrive
- 2013 –  Efapel-Glassdrive
- 2014 –  Efapel-Glassdrive
- 2015 –  Efapel
- 2016 –  Efapel
- 2017 –  RP-Boavista
- 2018 –  Rádio Popular-Boavista
- 2019 –  Vito-Feirense-PNB

Almeida · Barbio · Brandão · Cardoso · Casimiro · Ferreira · Mestre · Silva · Trueba
Benta · Cardoso · Gomes · Gonçalves · Moreira · Pelegrí · Rodrigues · Salgado · Silin · Trofimov